# Símbolo gráfico
Símbolo gráfico é o sinal a cujos conceitos se chega através de associações sucessivas.
Há símbolos gráficos como a cruz, a suástica, por exemplo, que remetem a uma série de significados.
A cruz, remete a Jesus, ao cristianismo, perseguição, martírio, cruzadas, poder religioso, etc. A suástica remete à nazismo, anti-semitismo, Hitler, campo de concentração, participação da Alemanha na Segunda Guerra, etc.
Diferente de signo gráfico que é um sinal que possui apenas um conceito ou significado. Ex.: Uma seta, indica apenas a direção a qual aponta.

## Fonte
ESCOREL, Ana Luiza. O efeito multiplicador do design. São Paulo, SP. Editora SENAC São Paulo, ©1999. ISBN 8573591080 9788573591088.